# Ceraunius Tholus
Ceraunius Tholus je sopka na povrchu Marsu vzniklá explozivním vulkanismem, která se nachází jižním směrem poblíž sopky Uranius Tholus, západně od sopky Uranius Patera patřící společně do skupiny sopek v oblasti Uranius. Východně se nachází zlomový systém Tractus Fossae a Tractus Catena. Velikost základny dosahuje 135 km a přirovnává se velikostí k Big Island na Havaji. Výška sopky je 5,5 km a kráter na vrcholu sopky dosahuje 25 km. Nicméně kužel sopky samotné je částečně pohřben okolními lávovými proudy, takže je těžké určit původní výšku a velikost sopky.
Severní svah sopky obsahuje několik velkých údolí, které vznikla erozí. Oproti tomu ostatní svahy mají údolí vesměs menší. Tato snadná eroze naznačuje, že sopka je tvořená popelem a dalším materiálem, který byl vyvržen během sopečných erupcí, které skončily dávno v minulosti. Sklon svahu sopky, změřený laserovým altimetrem MOLA, činí okolo 8°. Předpokládá se, že její stáří sahá do pozdního hesperianu.